# Apuarema
Apuarema is een gemeente in de Braziliaanse deelstaat Bahia. De gemeente telt 7.610 inwoners (schatting 2009).

## Aangrenzende gemeenten
De gemeente grenst aan Ibirataia, Itamari, Jaguaquara, Jequié en Wenceslau Guimarães.